# Michael Krumm
Michael Krumm (Reutlingen, 19 de março de 1970) é um automobilista alemão.

## Carreira
Krumm iniciou a carreira em 1984, no kart. Em 1988, estreou profissionalmente no automobilismo ao correr na Fórmula Ford Alemã, onde foi campeão no ano seguinte. Ainda competiu na Fórmula 3 Alemã por 2 anos, antes de ir para o Japão. Na Terra do Sol Nascente, Krumm disputou a Fórmula 3, a F-3000 (posteriormente, Fórmula Nippon e atual Super Fórmula Japonesa) e o JGTC (atual Super GT) entre 1994 e 2004 e de 2012 a 2015. Entre 1999 e 2001, competiu no DTM, sem muito destaque.

## A curta passagem pela CART
Ainda em 2001, Krumm assinou com a Dale Coyne para disputar a 23ª temporada da CART. Porém, a passagem do alemão na categoria durou apenas 2 corridas, e ele regressou ao automobilismo japonês no mesmo ano. Sua melhor posição de chegada foi no GP de Long Beach, quando terminou em 15º lugar - foi ainda a única prova que terminou, uma vez que ele abandonou o GP de Monterrey.

## 24 Horas de Le Mans
Krumm ainda participou de 7 edições das 24 Horas de Le Mans, ficando em terceiro lugar em 2002 (no geral e na classe LMP900), juntamente com o compatriota Marco Werner e o austríaco Philipp Peter. Ainda chegou em 3º na classificação geral e em 9º na classe LMP2 na edição de 2013, ao lado do britânico Jann Mardenborough e do espanhol Lucas Ordóñez.

## Vida pessoal
Por 15 anos, foi casado com a tenista Kimiko Date, que incorporou o sobrenome Krumm pouco depois. Foi o próprio Michael quem incentivou a japonesa a deixar a aposentadoria, e ela dedicou a vitória sobre a russa Dinara Safina no torneio feminino de Roland Garros ao piloto, de quem se separou em setembro de 2016.

## Links
- Site oficial (em inglês) (em japonês)
- Perfil em DriverDB (em inglês)